# ルーシー (DJ)
ルーシー（1972年9月7日 - ）は福岡県を拠点に活動しているディスクジョッキー。主にcross fm・KBCにて活動。福岡県北九州市小倉南区出身・在住。福岡県立小倉東高等学校卒業。

## 人物
- 「私が憧れている有名女優（ルーシー・ショーのルシル・ボール）にあやかって『ルーシー』と名乗っている」とCROSS FMの担当番組にて述べている。
- 同局では当初、同時に登場したチェルシーとペアでの仕事が多かった。
- 現在も後述の番組の担当の他、他の番組でもレポーターやピンチヒッターを担当することが多い。
- 一時期、FM MiMiでも番組のパーソナリティやリポーターを担当。
- スイカが大好物。

## 現在の担当番組

### KBCラジオ
- 「PAO～N」（月曜 - 金曜 13:00-17:55）ルーシーは毎週水曜（2017年4月 - ）
- 「サタカンWonderland」（2025年4月- 、土曜 13:00-19:00）

## 過去の担当番組

### CROSS FM
- 「北九州シティーBOX」（2003年4月-2005年3月 毎週月曜日〜金曜日 17:30-17:40）
  - 「CROSS AFTERNOON SHOW RADIO GOO」、「CROSS EVENING SHOW CATEGORY T.T.」内の1コーナー。
  - チェルシーと交代でレポーターを担当した。
  - このコーナーは現在も「CATEGORY T.T.」内で続いているがリポーターは交替。
- 「CROSS TRANSFAR 9」（2004年4月-2006年3月 毎週月曜日～金曜日 9:00-10:00 但し2005年3月までは月曜日～水曜日を担当）
- 「CROSS TRANSFAR 3」（2004年4月-2006年3月 毎週月曜日～金曜日 15:00-16:00 但し2005年3月までは月曜日・火曜日を担当）
  - この2つの番組でもチェルシーとペアでの担当であった。
  - チェルシーが2005年3月に降板した後はルーシーが1人で担当。
- 「CROSS POWER CAST」 （2006年4月-）
- 「friday special 〜amigo amigo!!〜」（毎週金曜14:00～20:00）
- 「green drive」（2008年10月-2014年3月、毎週日曜7:00-11:0）
- 「From Now On!」（毎週日曜24:00-25:00）

### KBCラジオ
- 「TOGGY's AHEAD!」（2014年4月-、月～金曜16:00-18:45）ルーシーは毎週月曜（2016年9月2日・9月26日〜2017年3月27日）
- 「KBC長浜横丁 ナイトクラブとしま」（2017年9月-2020年4月、毎週火曜19:00-22:00）
- 「夕方じゃんじゃん」（2017年4月-、月曜 - 金曜 16:00-18:45）ルーシーは毎週金曜
- 「よるばけ!」（2020年4月-、土曜 19:00-22:00）

### FM MiMi
- 「ミミコミ」（-2004年3月 毎週月曜日～木曜日 12:00-16:00 の内、水曜日を担当）

## その他エピソードなど
- CROSS FMが開局10周年を迎えた2003年9月1日の特別番組「CROSS FM 10th Anniversary Special Program 古船場まつり」では5:00-7:00の間、チェルシーと2人で生放送を担当した。
- 温泉などにて自分自身の裸体を撮ってCROSS FMの他のナビゲーターにEメールで頻繁に送信しているらしい（他のナビゲーターが本人がいないところで「迷惑だ」と苦笑いして述べている）。またFM MiMiでも温泉からのリポートの際に「すっぽんぽんでレポートしてます」と発言したこともある。
- 毎年8月下旬もしくは9月初旬に福岡県糸島市の芥屋海水浴場にて行われている野外コンサート「サンセットライブ」にてMCをするほか福岡県内のイベントMCもよく務めている。
- 2020年のKBCラジオ年始特番で「ルーシーという名前を改名したい」ということで、新しい名前を募集していたが、いい名前が集まらず改名を見送った。